# 九份明聖宮
九份明聖宮 ，是位於臺灣新北市瑞芳區九份地方的關帝廟，為主祀協天大帝（關聖帝君）的廟宇，主神金尊分靈自宜蘭縣礁溪鄉的協天廟。

## 沿革

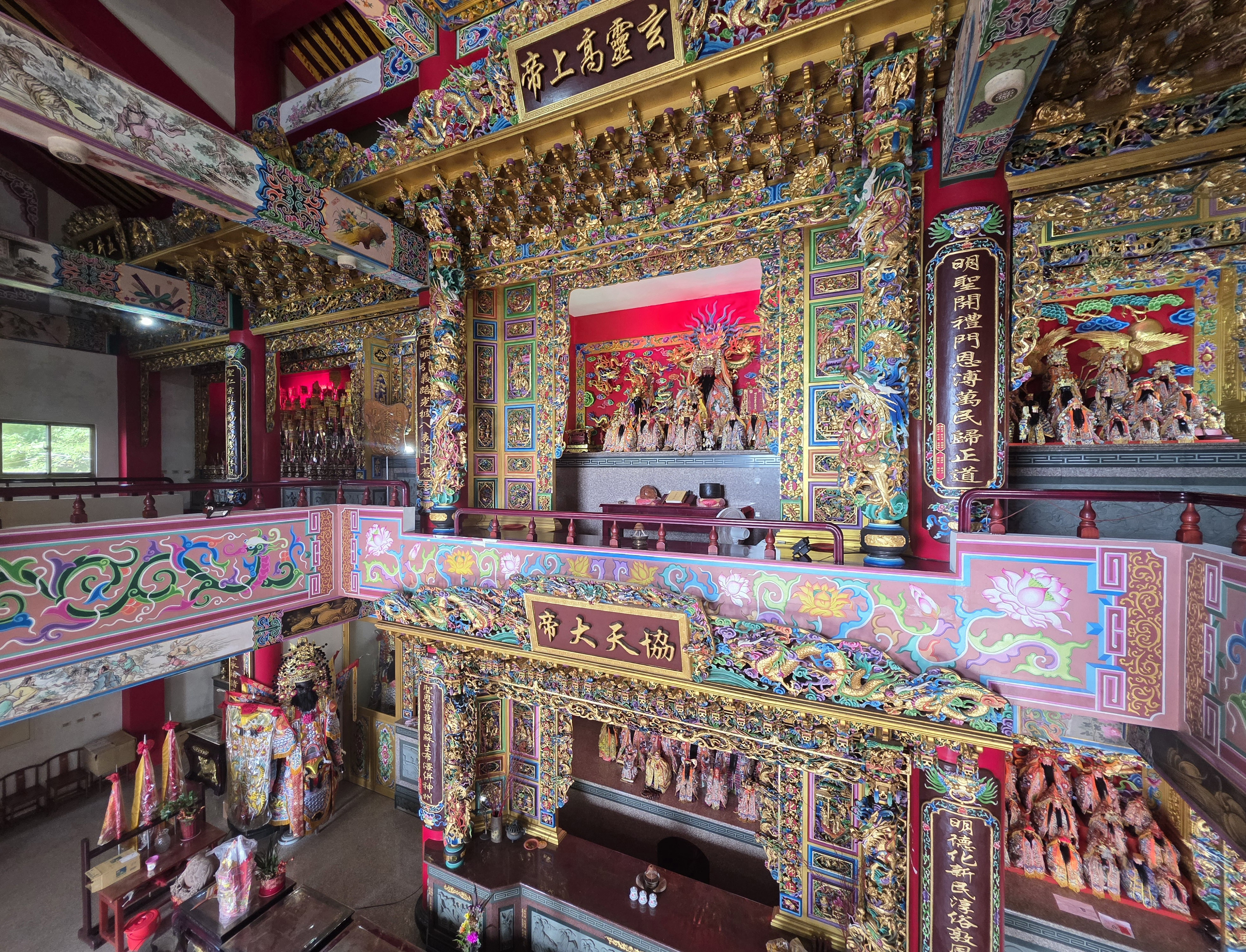
九份明聖宮室內

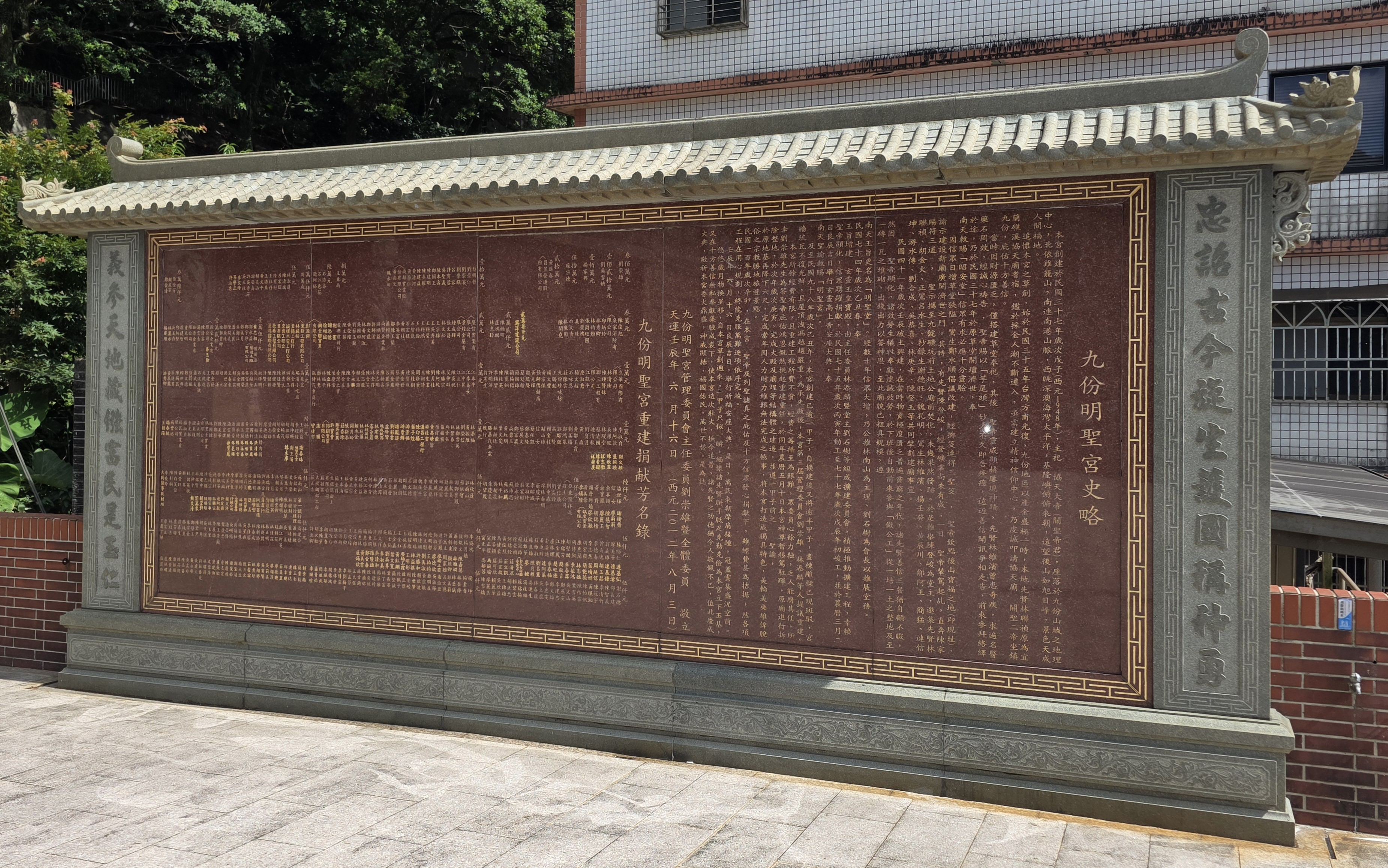
九份明聖宮史略

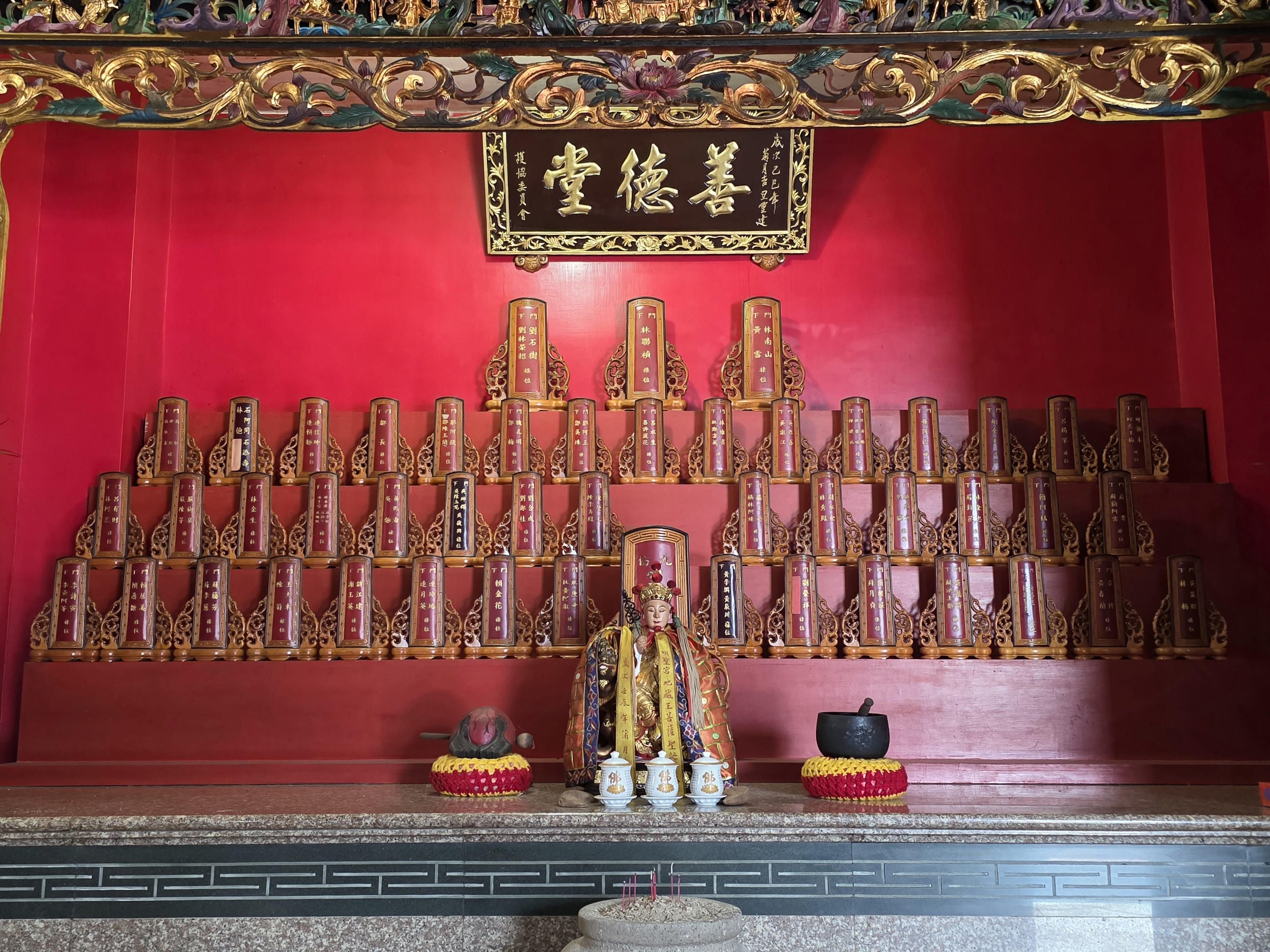
九份明聖宮善德堂先賢祿位

1920年代，在地仕紳林聯禎自中國大陸福建省分靈關帝金身，駐蹕於礁溪協天廟。1945年臺灣光復，因九份盛產金礦之故，掘金人潮分湧而至，是時九份居民多由外地遷入，亟需建立信仰中心。1946年，林聯禎等人與礁溪協天廟商量分靈關聖帝君二帝神尊至九份供奉。草創初期，僅臨時搭建草堂、以茅草覆頂。時有鄉民林維濱罹患奇疾、藥石罔效，經誠心禱告獲賜芋尾頭妙方，提煉服用後即告痊癒且未再復發，此後求籤問吉的信眾大增，遂於1948年在原址開壇濟世，奉南天聖意賜名「昭安堂」。未幾草堂狹隘不敷使用，鸞生鄭水柱倡議改建，請示神意後親點後山吉地，諭示重建新廟。時任堂主陳登俊邀集林聯禎、胡金火、正鸞呂水生、抄錄生謝德旺、魏孔明、鸞信林維濱、楊壬葵、黃辰川等人共同擘化建廟事宜，俾尊玉旨更名為「明聖堂」。1953年，鸞信與臺陽礦業公司交涉租賃廟地，於後山破土興建廟宇並公推林南山為主理、劉石樹為會長推展廟務。1981年，經堂生決議組織管理委員會，以劉石樹為堂主、林南山為主任委員，同年9月修繕工程告竣。1983年，擴建膳房及廟庭。1985年春，獲玉旨敕令興建玄靈玉皇寶殿，遂組織擴建委員會主理該事。1988年竣工，舉行「玄靈高上帝進座典禮」，新雕金尊高四尺二，經請示聖諭敕名為「明聖宮」。2009年，經第三屆管理委員會成員劉崇雄、林添麟等人提議再次重建，2011年竣工、2012年入火安座。

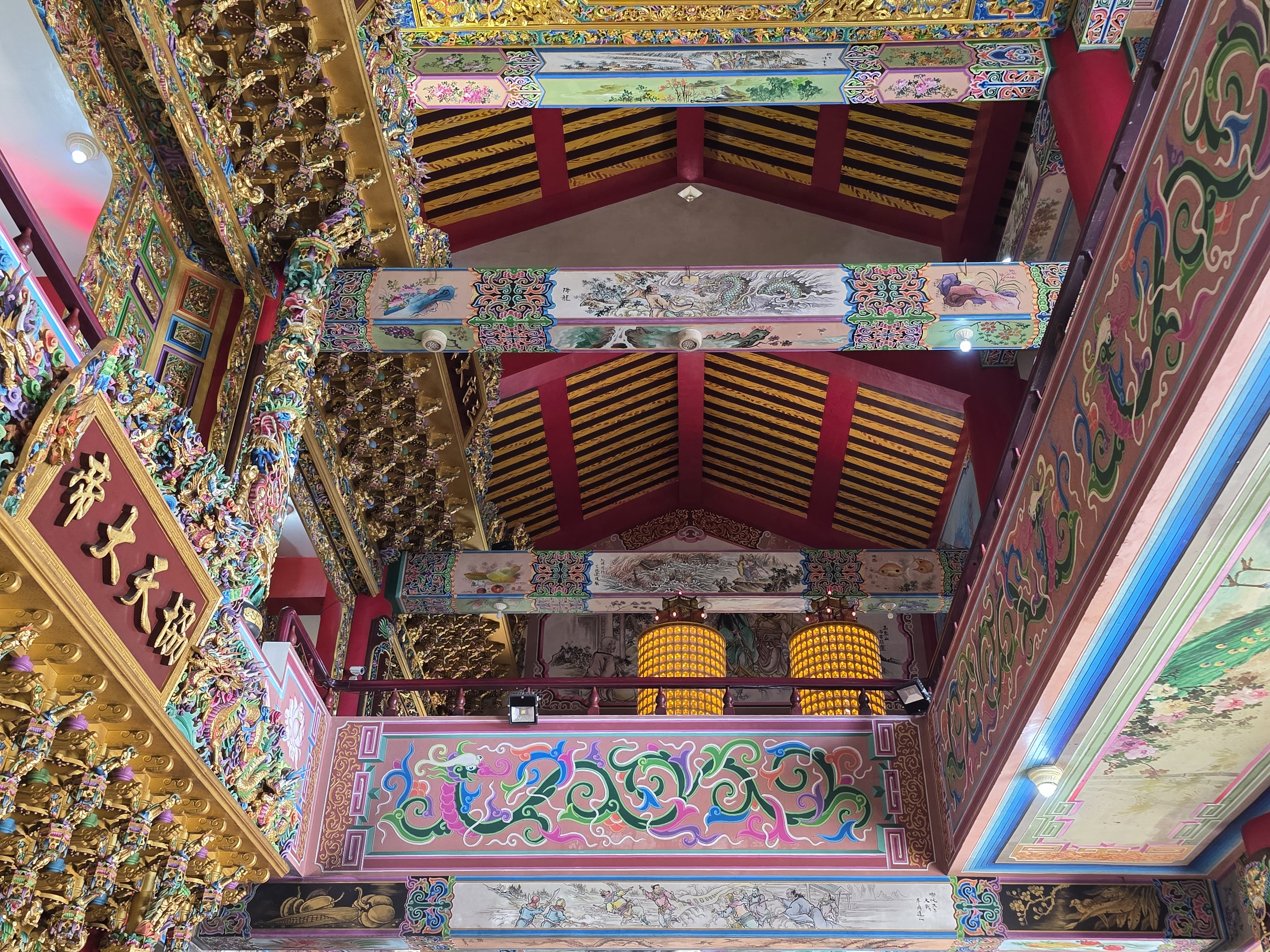
橫樑
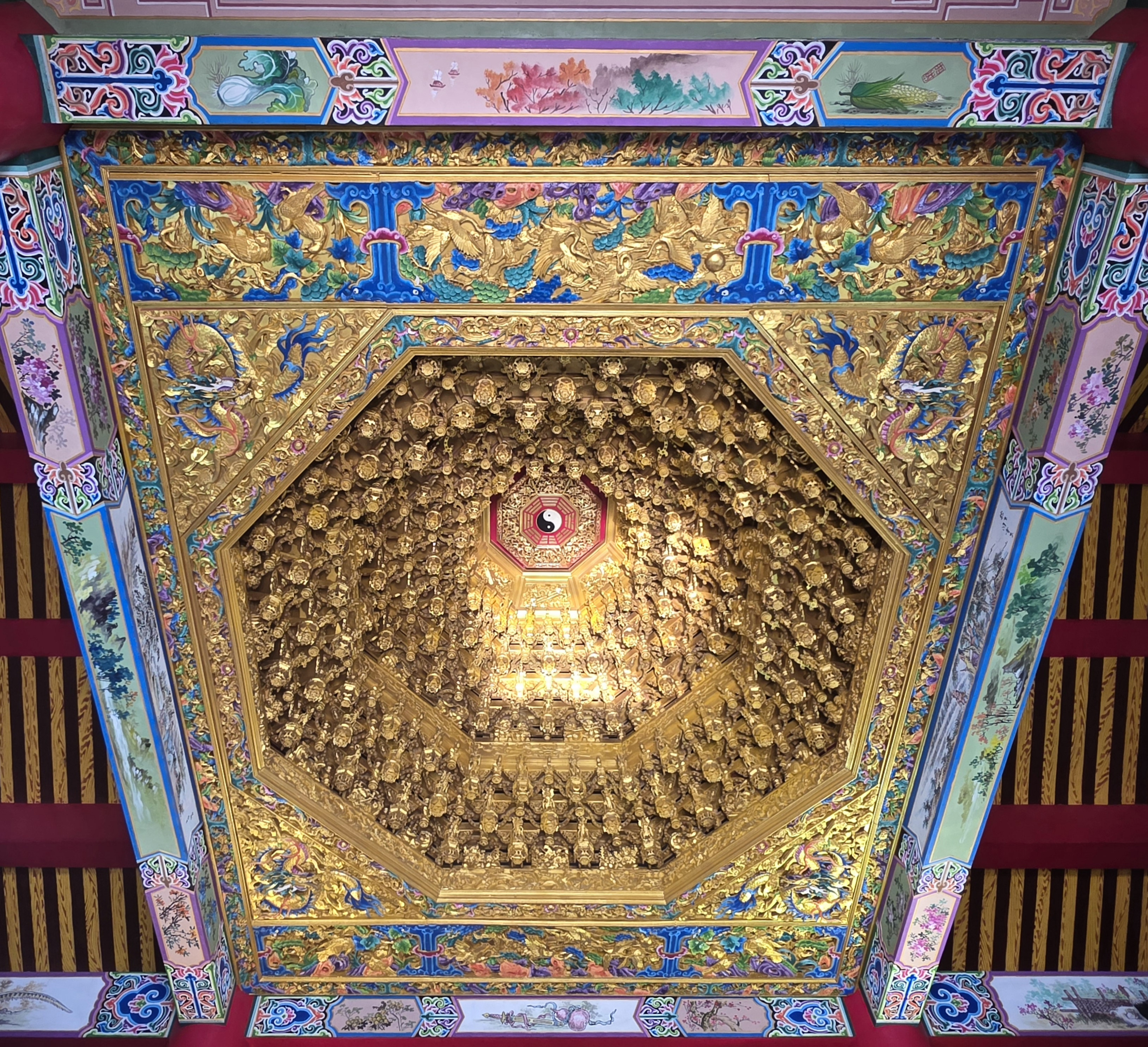
藻井
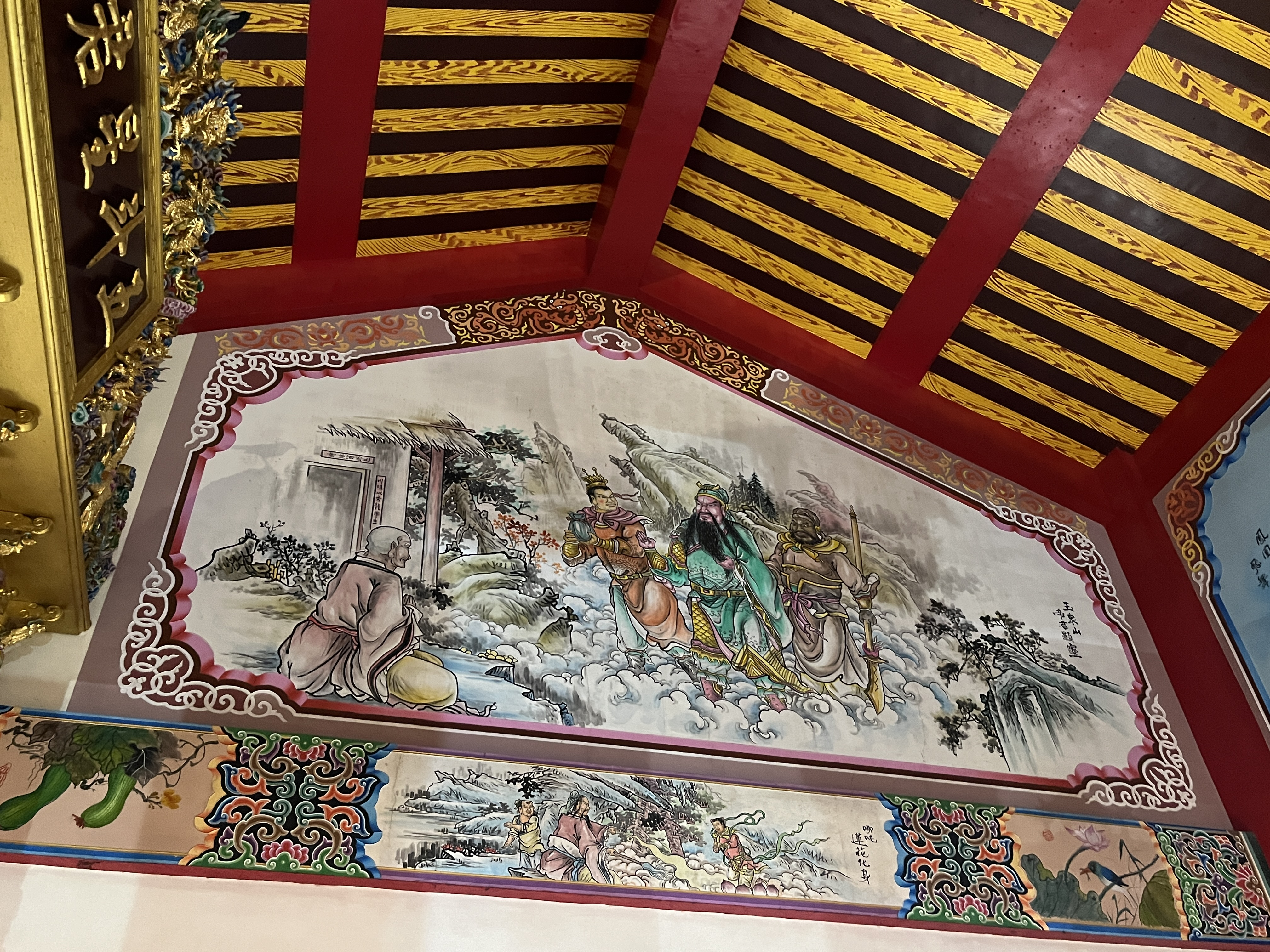
壁畫

## 祀神
九份明聖宮主祀協天大帝，祔祀五恩主、關平、周倉，第一層左龕祀奉文昌帝君及玄壇真君等財神；右龕祀奉天上聖母、福德正神等諸神。第二層主祀玄靈高上帝，左龕供奉三官大帝等諸神；右龕祀奉王母娘娘、天上聖母、觀世音菩薩。

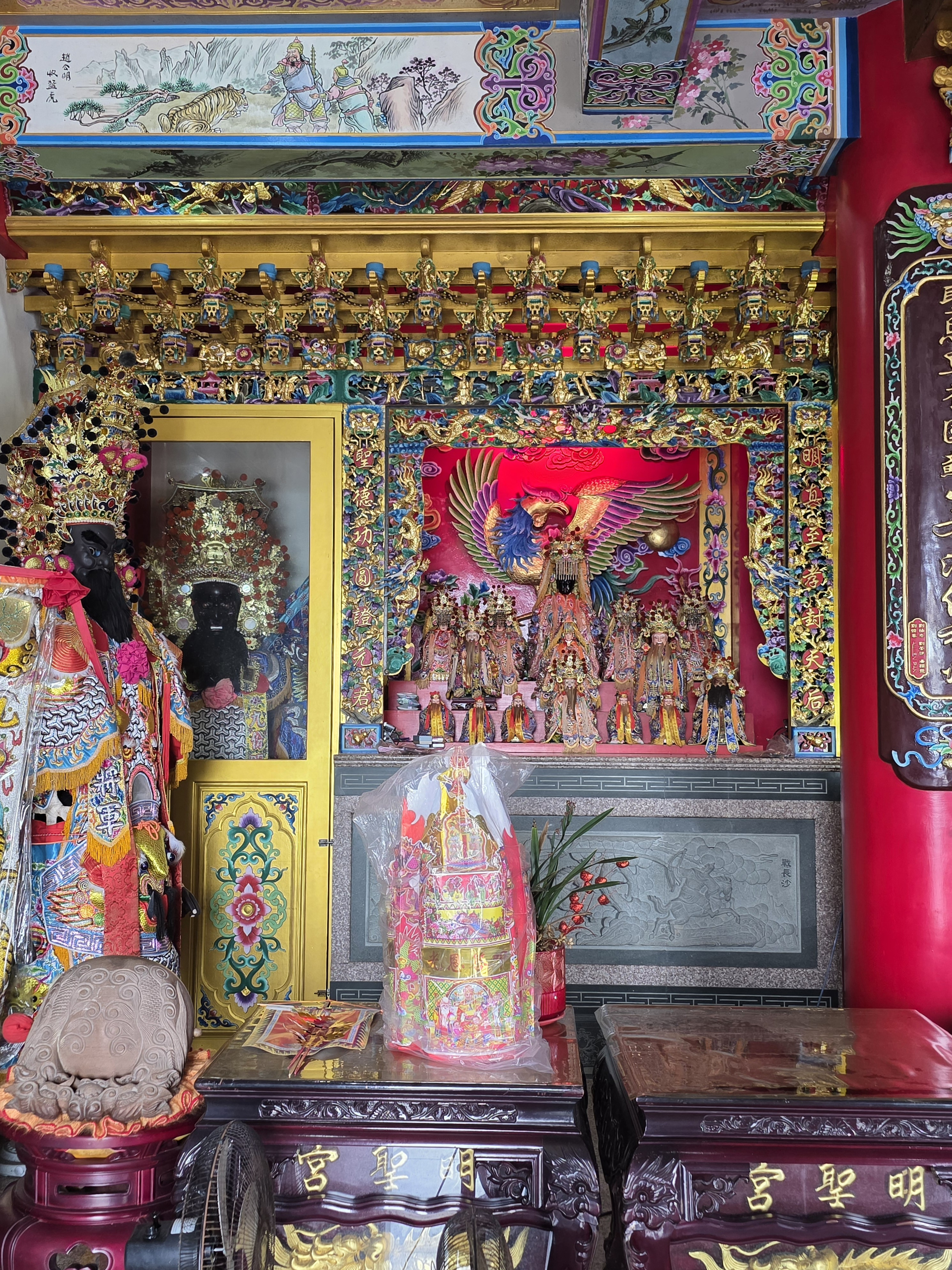
天上聖母
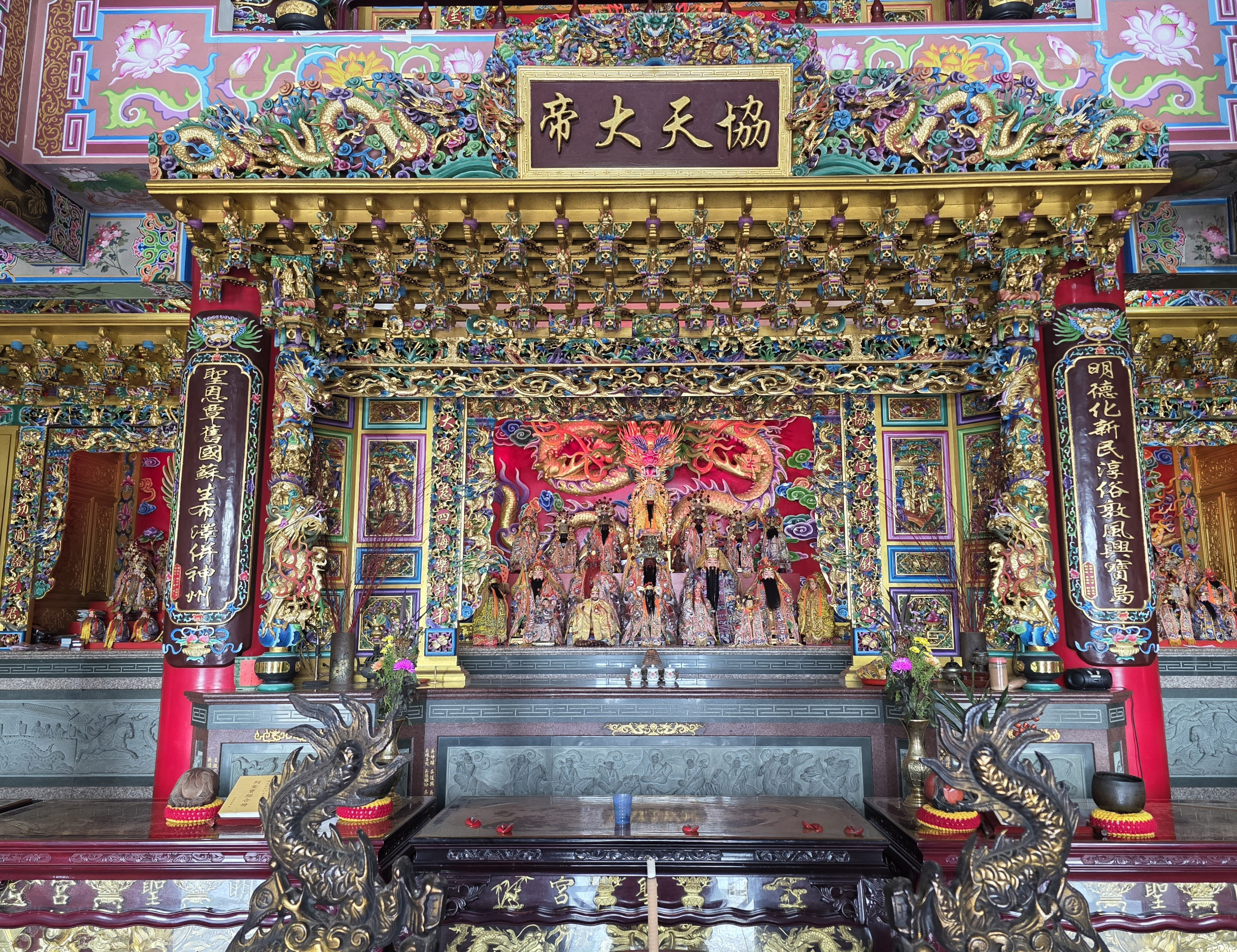
協天大帝
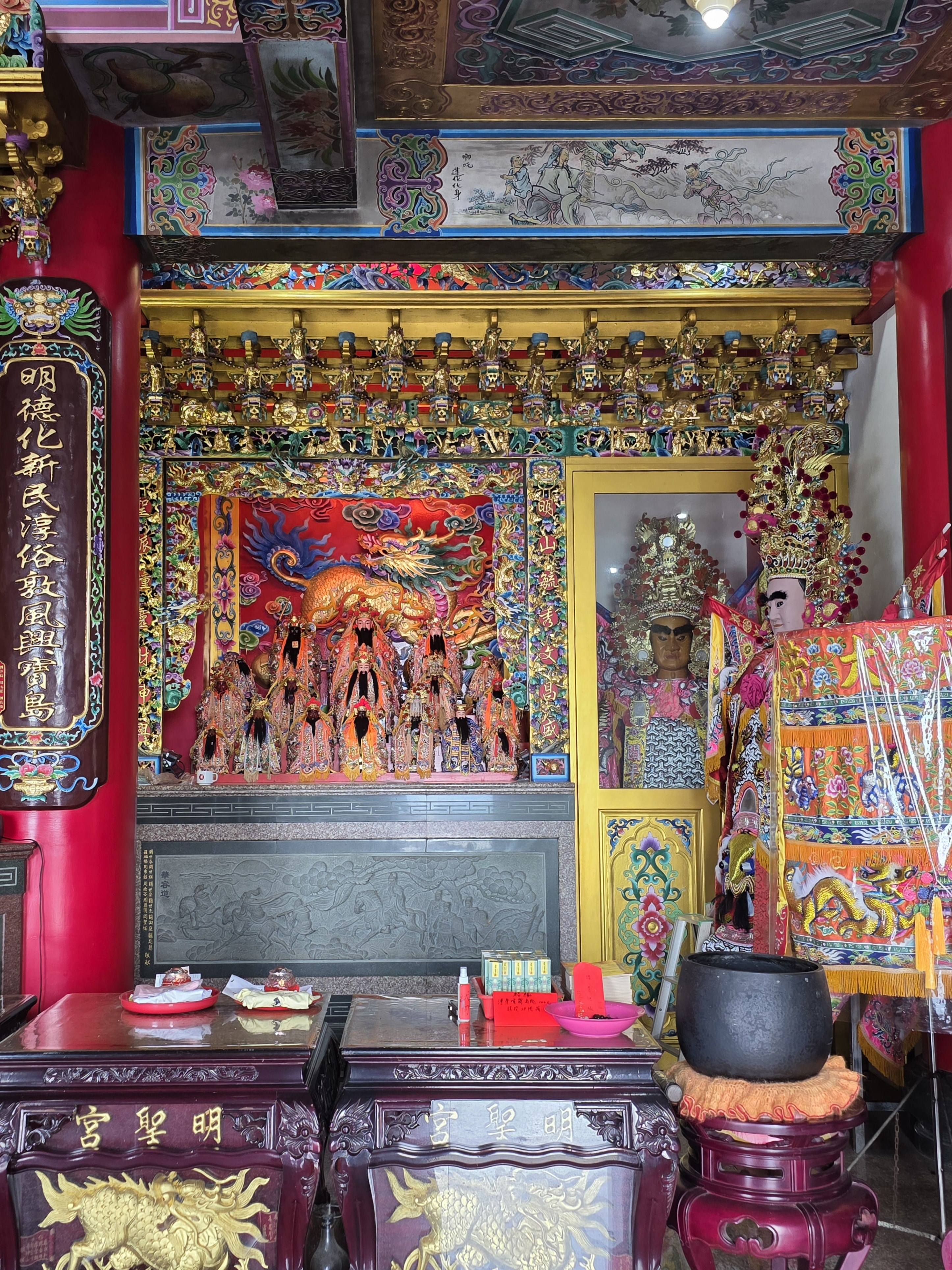
文昌、財神

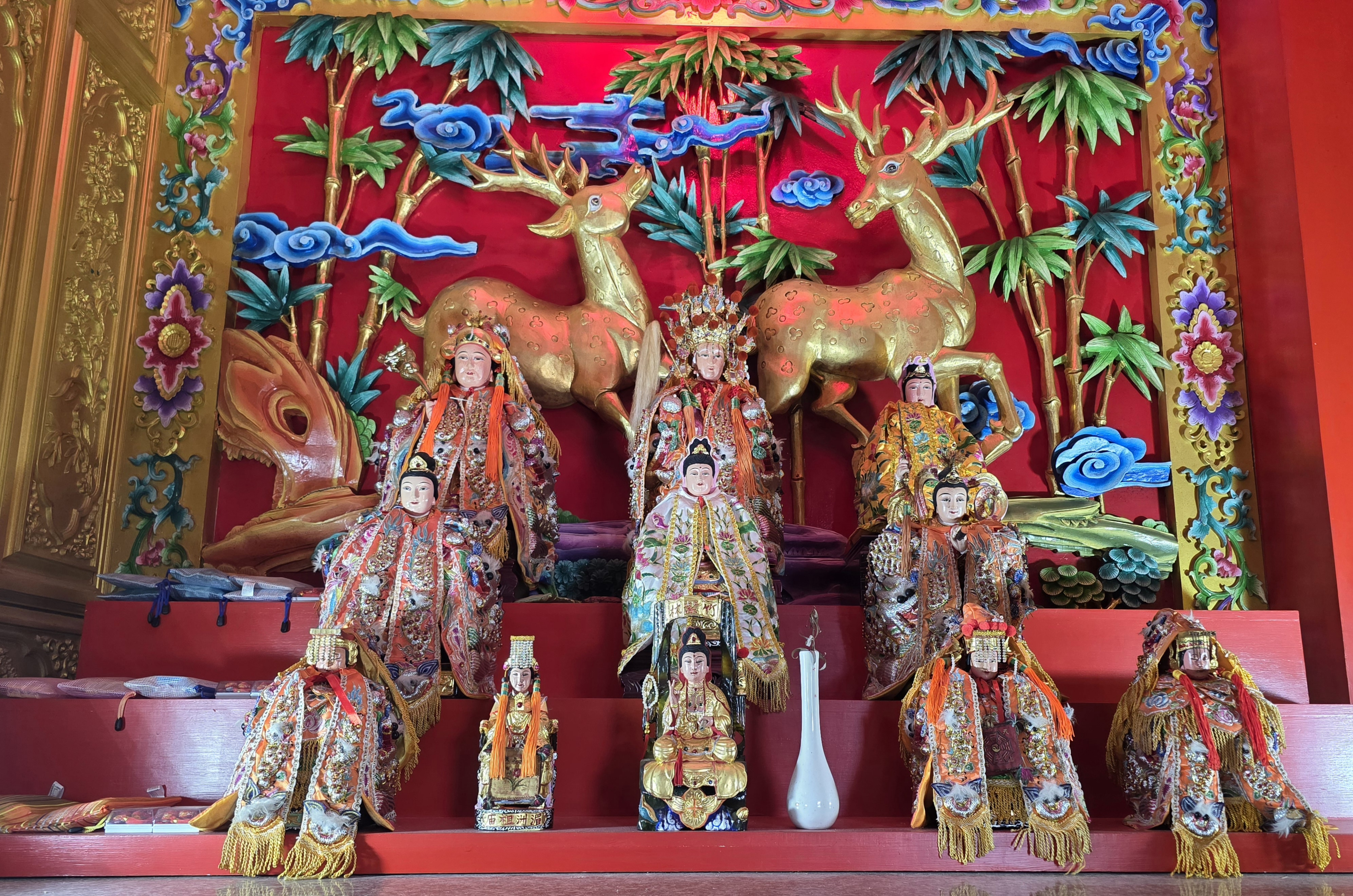
王母娘娘
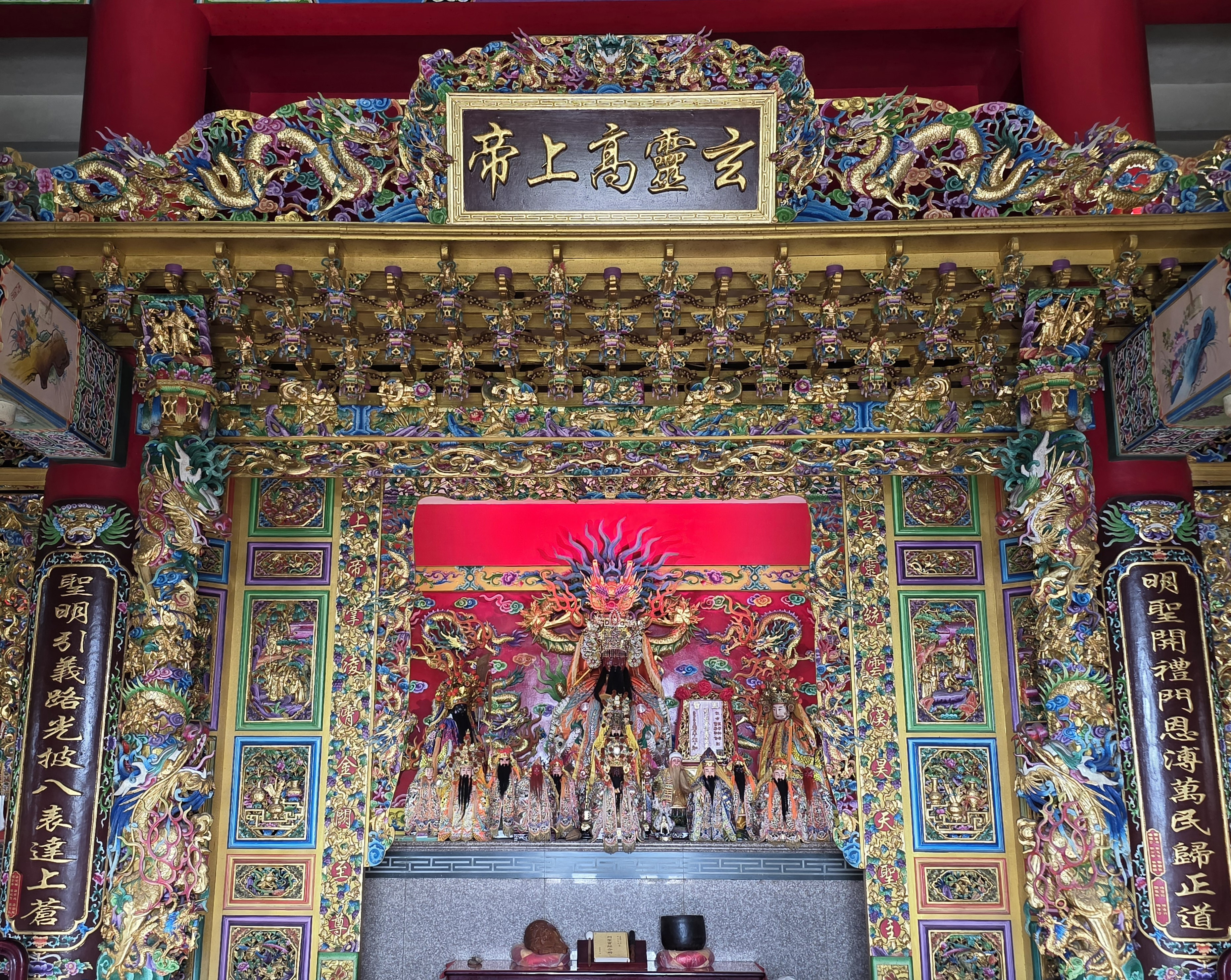
玄靈高上帝
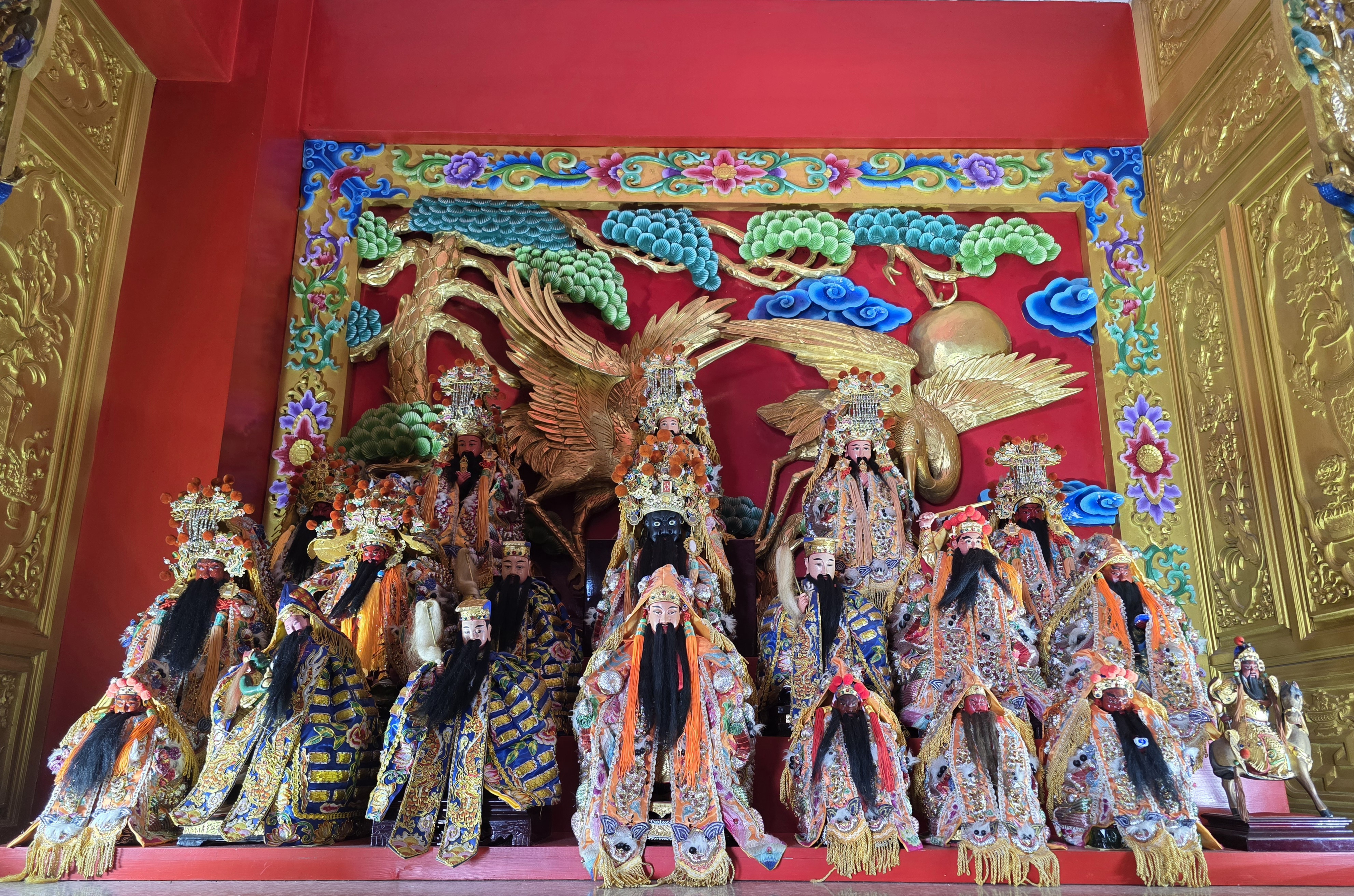
三官大帝

## 外部連結
- 九份明聖宮-文化地理資訊系統
- 九份明聖宮-台灣好廟網